# (915) Cosette
(915) Cosette ist ein Asteroid des Hauptgürtels, der am 14. Dezember 1918 vom Astronomen François Gonnessiat entdeckt wurde.
Der Asteroid trägt den Namen der Tochter des Entdeckers.